# قائمة الدول بدون أنهار
تحتوي هذه المقالة على قائمة الدول التي لا تحتوي على أنهار فيها.

## دول ذات سيادة
- باهاماس
- ليبيا
- البحرين[1]
- جزر القمر[2]
- كيريباتي[3]
- الكويت
- المالديف[4]
- مالطا
- جزر مارشال[5]
- موناكو
- ناورو[6]
- سلطنة عمان
- قطر
- السعودية[7] (طالع قائمة الأودية في السعودية)
- تونغا
- توفالو[8]
- الإمارات العربية المتحدة
- الفاتيكان
- اليمن (طالع أودية اليمن)

## أقاليم وأراضٍ أخرى
- أنغويلا[9]
- برمودا[10]
- إقليم المحيط الهندي البريطاني
- جزر كايمان[11]
- جزيرة كريسماس
- جزر كوكوس
- جزيرة القيامة
- جبل طارق[12]
- نييوي
- جزيرة نورفولك
- جزر بيتكيرن[13]
- سان بارتيلمي
- سانت-مارتين
- توكيلاو
- واليس وفوتونا